# Carmen Jaquier
Carmen Jaquier (anhörenⓘ; * 1985 in Genf) ist eine Schweizer Filmregisseurin und -autorin.

## Biografie
Ursprünglich gelernte Grafikerin, erlangte sie 2011 den Bachelor in Film an der École cantonale d’art de Lausanne (écal). Nach drei Jahren Berufspraxis als Regisseurin machte sie den Master an der écal und der Haute école d’art et de design (HEAD) in Genf im Bereich Drehbuchschreiben.
Ihr Abschlussfilm, der Kurzfilm Le Tombeau des filles, wurde 2011 am Locarno Film Festival uraufgeführt und mit dem Pardino d’argento ausgezeichnet. 2015 wurde auch La Rivière sous la langue im Kurzfilmwettbewerb in Locarno gezeigt.
Sie gehört zu der Gruppe von zehn Regisseuren des kollektiven Spielfilms Heimatland, der 2015 in Locarno aufgeführt wurde.
Carmen Jaquier war 2018 Preisträgerin des Suissimage-Kulturpreises; sie teilte den Preis mit der französisch-schweizerischen Regisseurin Ursula Meier. Der Preis unterstützte sie mit 400'000 CHF in der Herstellung ihres ersten langen Spielfilms Foudre (Thunder). Der Film wurde 2022 fertiggestellt und feierte seine Premiere am Toronto International Film Festival. Die Schweiz wählte den Film als Beitrag für die Kategorie bester internationaler Film für die Oscarverleihung 2024 aus.
Zeitgleich arbeitete sie mit dem Regisseur und Partner Jan Gassman an einem weiteren langen Spielfilm, Les paradis de Diane (2024), in dem es um eine Frau geht, die ihr Kind und dessen Vater nach der Entbindung verlässt. Jaquier ist in dem Glauben aufgewachsen, dass es ihr Schicksal als Frau wäre irgendwann Mutter zu werden. Früher sei sie nie auf die Idee gekommen, das zu hinterfragen. Sie und Gassmann hätten geahnt, dass es eine dunkle Seite der Mutterschaft gäbe und das hätte sie interessiert. Les paradis de Diane wurde im Januar als Eröffnungsfilm an den Solothurner Filmtagen gezeigt; die internationale Premiere fand im Februar 2024 an der Berlinale in der Sektion Panorama statt.
In ihrer Filmografie inszeniert Carmen Jaquier eine weibliche Welt, die sie durch ihre eigenen Darstellungen illustriert und der sie einen weiblichen Blickwinkel bietet, der weit entfernt von der Kontrolle männlicher Beschreibungen ist. Sie stellt die Verwandlung junger Mädchen in Frauen dar, enthüllt die weibliche Sexualität und zeugt von der Konstruktion der weiblichen Identität.

## Filmografie
- 2004: Bouffe-moi
- 2010: Ça ne veut pas dire que je ne t’aime pas
- 2011: Le Tombeau des filles
- 2013: Le Bal des sirènes
- 2015: La Rivière sous la langue
- 2015: Heimatland
- 2016: Plante un poète
- 2022: Foudre (Thunder)
- 2024: Les paradis de Diane

## Auszeichnungen
- Locarno Festival: Silver Pardino – Leopards of Tomorrow für Le Tombeau des filles, 2011
- Zürich Film Festival: Zurich Film Award für Heimatland, 2015
- Festival Max Ophüls Preis 2016: Preis für den sozial relevantesten Film für Heimatland, 2016
- Zürich Film Festival: Kritikerpreis und Preis der Zürcher Kirchen für Foudre, 2022[15]
- Internationales Filmfestival Marrakech: Preis für die beste Regie für Foudre, 2022[16]
- Schweizer Filmpreis: Bester Spielfilm (Nomination) für Foudre, 2023[17]